# David Green (ginete)
David Michael Green (Brisbane, 28 de fevereiro de 1960) é um ginete de elite australiano, campeão olímpico do CCE.

## Carreira
David Green representou seu país nos Jogos Olímpicos de 1988, 1992 e 1996, na qual conquistou no CCE a medalha de ouro, em 1992. 